# ビーニ・マン
ビーニ・マン（Beenie Man、本名：アンソニー・モーゼス・デービス（Anthony Moses Davis）、1973年8月22日 - ）は、ジャマイカのレゲエDJ、歌手。ニックネームは「Doctor（ドクター）」、「King of Dancehall（キング・オブ・ダンスホール）」。

## 来歴
キングストンのウォーターハウス地区で生まれた。5歳のころ、音楽業界にいた叔父の薦めでDJを開始する。ビーニマンとは、パトワ（ジャマイカ訛りの英語）で「小さい人」を意味する。7歳のときテイスティー社主催のタレントコンテストで優勝し、翌年ヘンリー・"ジョンジョ"・ロウズのヴォルケイノ・レーベルより「Too Fancy」でデビュー。
10歳でバニー・リーのプロデュースで初アルバムを出している。その後約10年の下積み期間を経て、1993年頃宿敵バウンティ・キラーとのクラッシュをきっかけに注目を浴びる。そのクラッシュのためにレコーディングした曲がパトリック・ロバーツのレーベル「ショッキング・ヴァイブス」を中心に次々にヒットしていった。因みに当時のショッキング・ヴァイブス・クルーの中心メンバーはビーニ・マン、タント・メトロ、スナガ・プス、シルバー・キャットであった。
翌1994年には年間最優秀男性DJ賞を受賞。同時期にラスタに改宗。
2000年、メジャー初アルバムである『アート・アンド・ライフ』は第43回グラミー賞において最優秀レゲエ・アルバム賞を受賞した。
その後も順調にキャリアを積み、ワイクリフ・ジョン、ジャネット・ジャクソン、マイアらと共演している。2007年の横浜レゲエ祭など1990年代後半から度々来日公演を行っている。
2006年8月にジャマイカ人女性アーティスト、ディ・エンジェルと結婚し一児をもうけるも翌2007年7月に離婚。同年10月にはジャマイカの税務署から脱税を指摘され、60万ドルの追徴課税を受けるなど近年はスキャンダルに悩まされている。
『ダンスホール・クイーン』(Dancehall Queen)など映画のサウンドトラック制作も手がけている。

## ディスコグラフィ

### スタジオ・アルバム
- The Invincible Beany Man - The 10 Year Old D.J. Wonder (1987年)
- Cool Cool Rider (1992年)
- Dis Unu Fi Hear (1994年)
- Defend It (1994年)
- 『ブレスド』 - Blessed (1995年)
- Beenie Man Meets Mad Cobra (1995年)
- Maestro (1996年)
- Many Moods Of Moses (1997年)
- Y2K (1999年)
- Ruff N Tuff (1999年)
- The Doctor (1999年)
- 『アート・アンド・ライフ』 - Art and Life (2000年)
- Youth Quake (2001年)
- The Magnificent (2002年)
- 『トロピカル・ストーム』 - Tropical Storm (2002年)
- 『バック・トゥ・ベイシックス』 - Back To Basics (2004年)
- 『コンセプト・オブ・ライフ』 - Concept Of Life (2006年)
- 『アンディスピューテッド』 - Undisputed (2006年)

### コンピレーション・アルバム
- All the Best (1995年)
- Wild Wild (1999年)
- Best of Beenie Man (2000年)
- The Very Best of Beenie Man: Gold (2002年)
- 『ザ・ベスト・オブ・ビーニ・マン〜キングストン・トゥ・キング・オブ・ザ・ダンスホール』 - Kingston to King of the Dancehall: A Collection of Dancehall Favorites (2005年)
- Hundred Dollar Bag (2006年)
- Monsters Of Dancehall (2007年)